# Jefferson Mayea
Jefferson Walter Mayea Figueroa (ur. 14 października 1988) – ekwadorski zapaśnik walczący w obu stylach. Siódmy na igrzyskach panamerykańskich w 2015. Brązowy medalista mistrzostw panamerykańskich w 2014 i 2015. Wicemistrz igrzysk boliwaryjskich w 2013. Mistrz Ameryki Południowej w 2011 roku.